# Cicogni
Cicogni is een plaats (frazione) in de Italiaanse gemeente Alta Val Tidone.